# Lista de embaixadores do Brasil na Coreia do Sul
Esta é uma lista de embaixadores do Brasil, ou outros chefes de missão, na Coreia do Sul.
| #                                                                             | Representante                                                                 | Título                                                                        | Início da missão                                                              | Término da missão                                                             | Designado por                                                                 | Ref.                                                                          |
| Embaixador do Brasil no Japão e na Coreia do Sul (residente em Tóquio, Japão) | Embaixador do Brasil no Japão e na Coreia do Sul (residente em Tóquio, Japão) | Embaixador do Brasil no Japão e na Coreia do Sul (residente em Tóquio, Japão) | Embaixador do Brasil no Japão e na Coreia do Sul (residente em Tóquio, Japão) | Embaixador do Brasil no Japão e na Coreia do Sul (residente em Tóquio, Japão) | Embaixador do Brasil no Japão e na Coreia do Sul (residente em Tóquio, Japão) | Embaixador do Brasil no Japão e na Coreia do Sul (residente em Tóquio, Japão) |
| ----------------------------------------------------------------------------- | ----------------------------------------------------------------------------- | ----------------------------------------------------------------------------- | ----------------------------------------------------------------------------- | ----------------------------------------------------------------------------- | ----------------------------------------------------------------------------- | ----------------------------------------------------------------------------- |
| 1º                                                                            | Décio Honorato de Moura                                                       | Embaixador Extraordinário e Plenipotenciário                                  | 1961                                                                          |                                                                               |                                                                               | [ 1 ]                                                                         |
| Embaixador do Brasil na Coreia do Sul                                         |                                                                               |                                                                               |                                                                               |                                                                               |                                                                               |                                                                               |
| 2º                                                                            | Roberto Barthel Rosa                                                          | Encarregado de Negócios                                                       | 30 de abril de 1965                                                           | 23 de junho de 1967                                                           | Castelo Branco                                                                | [ 2 ]                                                                         |
| 2º                                                                            | Roberto Barthel Rosa                                                          | Embaixador Extraordinário e Plenipotenciário                                  | 23 de junho de 1967                                                           | 28 de novembro de 1968                                                        | Artur da Costa e Silva                                                        | [ 2 ]                                                                         |
| 3º                                                                            | Jorge Alberto Nogueira Ribeiro                                                | Encarregado de Negócios                                                       | 29 de novembro de 1968                                                        | 31 de janeiro de 1969                                                         | Artur da Costa e Silva                                                        | [ 2 ]                                                                         |
| 4º                                                                            | Milton Telles Ribeiro                                                         | Embaixador Extraordinário e Plenipotenciário                                  | 1º de fevereiro de 1969                                                       | 28 de julho de 1973                                                           | Emílio Garrastazu Médici                                                      | [ 2 ]                                                                         |
| 5º                                                                            | Paulo Guilherme Vilas-Bôas Castro                                             | Encarregado de Negócios                                                       | 28 de julho de 1973                                                           | 1º de setembro de 1973                                                        | Emílio Garrastazu Médici                                                      | [ 2 ]                                                                         |
| 6º                                                                            | Alfredo Rainho da Silva Neves                                                 | Encarregado de Negócios                                                       | 1º de setembro de 1973                                                        | 4 de novembro de 1973                                                         | Emílio Garrastazu Médici                                                      | [ 2 ]                                                                         |
| 7º                                                                            | Joaquim de Almeida Serra                                                      | Embaixador Extraordinário e Plenipotenciário                                  | 4 de novembro de 1973                                                         | 9 de dezembro de 1976                                                         | Emílio Garrastazu Médici                                                      | [ 2 ]                                                                         |
| 8º                                                                            | Moacyr Moreira Martins Ferreira                                               | Encarregado de Negócios                                                       | 9 de dezembro de 1976                                                         | 10 de abril de 1977                                                           | Ernesto Geisel                                                                | [ 2 ]                                                                         |
| 9º                                                                            | Raymundo Nonnato Loyola de Castro                                             | Embaixador Extraordinário e Plenipotenciário                                  | 11 de abril de 1977                                                           | 3 de junho de 1978                                                            | Ernesto Geisel                                                                | [ 2 ]                                                                         |
| 10º                                                                           | Sérgio Rezende Carneiro de Lacerda                                            | Encarregado de Negócios                                                       | 3 de junho de 1978                                                            | 23 de agosto de 1978                                                          | Ernesto Geisel                                                                | [ 2 ]                                                                         |
| 11º                                                                           | Frederico Carlos Carnaúba                                                     | Embaixador Extraordinário e Plenipotenciário                                  | 23 de agosto de 1978                                                          | 22 de dezembro de 1986                                                        | Ernesto Geisel                                                                | [ 2 ]                                                                         |
| 12º                                                                           | Elizabeth Sophie Mazzella de Bosco Balsa                                      | Encarregada de Negócios                                                       | 22 de dezembro de 1986                                                        | 1º de outubro de 1987                                                         | José Sarney                                                                   | [ 2 ]                                                                         |
| 13º                                                                           | Moacyr Moreira Martins Ferreira                                               | Embaixador Extraordinário e Plenipotenciário                                  | 1º de outubro de 1987                                                         | 8 de maio de 1989                                                             | José Sarney                                                                   | [ 2 ]                                                                         |
| 14º                                                                           | Pedro Henrique Eduardo Magalhães                                              | Encarregado de Negócios                                                       | 8 de maio de 1989                                                             | 13 de dezembro de 1989                                                        | José Sarney                                                                   | [ 2 ]                                                                         |
| 15º                                                                           | Luiz Mattoso Maia Amado                                                       | Encarregado de Negócios                                                       | 15 de dezembro de 1989                                                        | 2 de dezembro de 1996                                                         | José Sarney                                                                   | [ 2 ]                                                                         |
| 16º                                                                           | João Mauricio Cabral de Mello                                                 | Encarregado de Negócios                                                       | 2 de dezembro de 1996                                                         | 4 de janeiro de 1997                                                          | Fernando Henrique Cardoso                                                     | [ 2 ]                                                                         |
| 17º                                                                           | Sérgio Barbosa Serra                                                          | Embaixador Extraordinário e Plenipotenciário                                  | 4 de janeiro de 1997                                                          | 16 de setembro de 2002                                                        | Fernando Henrique Cardoso                                                     | [ 2 ]                                                                         |
| 18º                                                                           | Ernesto Otto Rubarth                                                          | Encarregado de Negócios                                                       | 16 de setembro de 2002                                                        | 2 de janeiro de 2003                                                          | Fernando Henrique Cardoso                                                     | [ 2 ]                                                                         |
| 19º                                                                           | André Baker Méio                                                              | Encarregado de Negócios                                                       | 2 de janeiro de 2003                                                          | 28 de agosto de 2003                                                          | Luiz Inácio Lula da Silva                                                     | [ 2 ]                                                                         |
| 20º                                                                           | Pedro Paulo Pinto Assumpção                                                   | Embaixador Extraordinário e Plenipotenciário                                  | 28 de agosto de 2003                                                          | 3 de julho de 2006                                                            | Luiz Inácio Lula da Silva                                                     | [ 2 ]                                                                         |
| 21º                                                                           | Vera Lucia dos Santos Caminha Campetti                                        | Encarregada de Negócios                                                       | 3 de julho de 2006                                                            | 1º de setembro de 2006                                                        | Luiz Inácio Lula da Silva                                                     | [ 2 ]                                                                         |
| 22º                                                                           | Celina Maria Assumpção do Valle Pereira                                       | Embaixadora Extraordinária e Plenipotenciária                                 | 1º de setembro de 2006                                                        | 2 de abril de 2009                                                            | Luiz Inácio Lula da Silva                                                     | [ 2 ]                                                                         |
| 23º                                                                           | Edmundo Sussumu Fujita                                                        | Embaixador Extraordinário e Plenipotenciário                                  | 6 de abril de 2009                                                            | 2 de setembro de 2015                                                         | Luiz Inácio Lula da Silva                                                     | [ 2 ]                                                                         |
| 24º                                                                           | Bruno de Lacerda Carrilho                                                     | Encarregado de Negócios                                                       | 3 de setembro de 2015                                                         | 10 de fevereiro de 2016                                                       | Dilma Rousseff                                                                | [ 2 ]                                                                         |
| 25º                                                                           | Adriana Pereira Pinto Homem                                                   | Encarregada de Negócios                                                       | 10 de fevereiro de 2016                                                       | 22 de abril de 2016                                                           | Dilma Rousseff                                                                | [ 2 ]                                                                         |
| 26º                                                                           | Luís Fernando Serra                                                           | Embaixador Extraordinário e Plenipotenciário                                  | 22 de abril de 2016                                                           | 10 de outubro de 2018                                                         | Dilma Rousseff                                                                | [ 2 ]                                                                         |
| 27º                                                                           | Larissa Lima Lacombe                                                          | Encarregada de Negócios                                                       | 10 de outubro de 2018                                                         | 11 de outubro de 2018                                                         | Michel Temer                                                                  | [ 2 ]                                                                         |
| 28º                                                                           | Luís Henrique Sobreira Lopes                                                  | Embaixador Extraordinário e Plenipotenciário                                  | 11 de outubro de 2018                                                         | 25 de julho de 2022                                                           | Michel Temer                                                                  | [ 2 ]                                                                         |
| 29º                                                                           | Márcia Donner Abreu                                                           | Embaixadora Extraordinária e Plenipotenciária                                 | 25 de julho de 2022                                                           | atualmente                                                                    | Jair Bolsonaro                                                                | [ 3 ] [ 4 ]                                                                   |